# Ražanj
 Ovo je glavno značenje pojma Ražanj. Za druga značenja pogledajte Ražanj (razdvojba).
Ražanj je šipka koja služi za pripremanje mesa. Meso se nabada na ražanj koji se postavlja na nogare iznad vatre i okreće. Neke kuhinjske peći imaju mogućnost pečenja na način ražnja.